# Betonica macrantha
Betonica macrantha là một loài thực vật có hoa trong họ Hoa môi. Loài này được C. Koch. mô tả khoa học đầu tiên.